# Wojciech Samotij

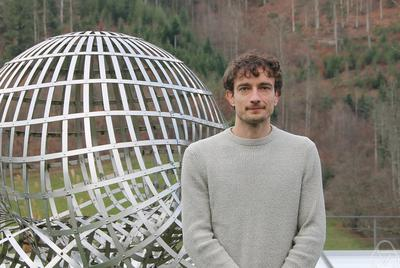
Wojciech Samotij in Oberwolfach im Jahr 2023 bei der Kombinatorik

Wojciech Ziemniak Samotij ist ein polnischer Mathematiker, der sich mit Graphentheorie und Kombinatorik befasst.
Samotij studierte Mathematik und Informatik an der Universität Breslau mit dem Diplom-Abschluss 2007 und wurde 2010 an der University of Illinois at Urbana-Champaign bei József Balogh promoviert (Extremal Problems In Pseudo-random Graphs And Asymptotic Enumeration). Als Post-Doktorand war er bis 2012 an der Universität Tel Aviv (bei Noga Alon, Michael Krivelevich, Ron Peled). Er ist seit 2010 Junior Research Fellow an der Universität Cambridge (Trinity College). 
2013 erhielt er den European Prize in Combinatorics und 2014 den Dénes Kőnig Preis. 2016 erhielt er mit Robert Morris und József Balogh den George-Pólya-Preis in Kombinatorik, 2022 mit Tomer Schlank den Erdős-Preis. 2024 wurde ihm der Leroy P. Steele Prize for Seminal Contribution to Research zugesprochen, gemeinsam mit József Balogh und Robert Morris.

## Schriften (Auswahl)
- mit Balogh: The number of {\displaystyle K_{s,t}}-free graphs,  J. Lond. Math. Soc., Band 83, 2011, S. 368–388, Abstract
- mit Noga Alon, Jozsef Balogh, Robert Morris: A refinement of the Cameron-Erdös Conjecture, Proc. London Mathematical Society, Band 108, 2014, S. 44–72. Arxiv
- mit Balogh, Morris: Independent sets in hypergraphs,  J. AMS, Band 28, 2015, S. 669–709, Arxiv 2012
- mit J. Balogh, R.  Morris,  Lutz  Warnke: The  typical  structure  of  sparse {\displaystyle K_{r+1}}-free graphs., Transactions AMS, Arxiv 2013